# Balša Popović
Balša Popović, in montenegrino Балша Поповић (10 giugno 2000), è un calciatore montenegrino con cittadinanza serba, portiere dell'OFK Belgrado e della nazionale montenegrina.

## Carriera

### Nazionale
Ha debuttato con la nazionale montenegrina il 25 marzo 2025, nella partita di qualificazione al Mondiale 2026 vinta per 1-0 contro le Fær Øer.

## Statistiche

### Presenze e reti nei club
Statistiche aggiornate all'8 giugno 2025.
| Stagione            | Squadra             | Campionato          | Campionato | Campionato | Coppe nazionali | Coppe nazionali | Coppe nazionali | Coppe continentali | Coppe continentali | Coppe continentali | Altre coppe | Altre coppe | Altre coppe | Totale | Totale | Totale |
| Stagione            | Squadra             | Comp                | Pres       | Reti       | Comp            | Pres            | Reti            | Comp               | Pres               | Reti               | Comp        | Pres        | Reti        | Pres   | Reti   |        |
| ------------------- | ------------------- | ------------------- | ---------- | ---------- | --------------- | --------------- | --------------- | ------------------ | ------------------ | ------------------ | ----------- | ----------- | ----------- | ------ | ------ | ------ |
| 2017-2018           | Grbalj              | 1L                  | 1          | -1         | CM              | 0               | 0               | -                  | -                  | -                  | -           | -           | -           | 1      | -1     |        |
| 2018-2019           | Grbalj              | 1L                  | 2          | -3         | CM              | 0               | 0               | -                  | -                  | -                  | -           | -           | -           | 2      | -3     |        |
| 2019-2020           | Grbalj              | 1L                  | 26         | -41        | CM              | 3               | -5              | -                  | -                  | -                  | -           | -           | -           | 29     | -46    |        |
| 2020-2021           | Grbalj              | 2.CFL               | 17         | -24        | CM              | 0               | 0               | -                  | -                  | -                  | -           | -           | -           | 17     | -24    |        |
| Totale Grbalj       | Totale Grbalj       | Totale Grbalj       | 46         | -69        |                 | 3               | -5              |                    | -                  | -                  |             | -           | -           | 49     | -74    |        |
| ago.-ott. 2018      | Arsenal Tivat       | 2.CFL               | 4          | -4         | CM              | 0               | 0               | -                  | -                  | -                  | -           | -           | -           | 4      | -4     |        |
| gen.-giu. 2022      | Kolubara            | SL                  | 2          | -5         | KS              | -               | -               | -                  | -                  | -                  | -           | -           | -           | 2      | -5     |        |
| 2022-2023           | Kolubara            | SL                  | 8          | -18        | KS              | 1               | -2              | -                  | -                  | -                  | -           | -           | -           | 9      | -20    |        |
| Totale Kolubara     | Totale Kolubara     | Totale Kolubara     | 10         | -23        |                 | 1               | -2              |                    | -                  | -                  |             | -           | -           | 11     | -25    |        |
| 2023-2024           | OFK Belgrado        | PL                  | 34         | -28        | -               | -               | -               | -                  | -                  | -                  | -           | -           | -           | 34     | -28    |        |
| 2024-2025           | OFK Belgrado        | SL                  | 37         | -55        | KS              | 0               | 0               | -                  | -                  | -                  | -           | -           | -           | 37     | -55    |        |
| Totale OFK Belgrado | Totale OFK Belgrado | Totale OFK Belgrado | 71         | -83        |                 | 0               | 0               |                    | -                  | -                  |             | -           | -           | 71     | -83    |        |
| Totale carriera     | Totale carriera     | Totale carriera     | 131        | -179       |                 | 4               | -7              |                    | -                  | -                  |             | -           | -           | 135    | -186   |        |

### Cronologia presenze e reti in nazionale
| Cronologia completa delle presenze e delle reti in nazionale ― Montenegro | Cronologia completa delle presenze e delle reti in nazionale ― Montenegro | Cronologia completa delle presenze e delle reti in nazionale ― Montenegro | Cronologia completa delle presenze e delle reti in nazionale ― Montenegro | Cronologia completa delle presenze e delle reti in nazionale ― Montenegro | Cronologia completa delle presenze e delle reti in nazionale ― Montenegro | Cronologia completa delle presenze e delle reti in nazionale ― Montenegro | Cronologia completa delle presenze e delle reti in nazionale ― Montenegro |
| Data                                                                      | Città                                                                     | In casa                                                                   | Risultato                                                                 | Ospiti                                                                    | Competizione                                                              | Reti                                                                      | Note                                                                      |
| ------------------------------------------------------------------------- | ------------------------------------------------------------------------- | ------------------------------------------------------------------------- | ------------------------------------------------------------------------- | ------------------------------------------------------------------------- | ------------------------------------------------------------------------- | ------------------------------------------------------------------------- | ------------------------------------------------------------------------- |
| 25-3-2025                                                                 | Podgorica                                                                 | Montenegro                                                                | 1 – 0                                                                     | Fær Øer                                                                   | Qual. Mondiali 2026                                                       | -                                                                         |                                                                           |
| 9-6-2025                                                                  | Niksic                                                                    | Montenegro                                                                | 2 – 2                                                                     | Armenia                                                                   | Amichevole                                                                | -2                                                                        |                                                                           |
| Totale                                                                    |                                                                           | Presenze                                                                  | 2                                                                         |                                                                           | Reti                                                                      | -2                                                                        |                                                                           |

## Palmarès

### Club

#### Competizioni nazionali
- Prva Liga Srbija: 1

OFK Belgrado: 2023-2024